# Fechteuropameisterschaften 1998
Die Europameisterschaften im Fechten 1998 fanden im bulgarischen Plowdiw statt. Neben fünf Wettbewerben im Einzel wurden erstmals seit 1991 auch Mannschaftswettbewerbe ausgetragen. Da der dritte Platz im Einzel nicht ausgefochten wurde, erhielten beide Halbfinalisten eine Bronzemedaille. Erfolgreichste Nation mit sieben Medaillen war Deutschland.

## Herren

### Degen (Einzel)
| Platz | Sportler             | Land |
| ----- | -------------------- | ---- |
| 1     | Hugues Obry          | FRA  |
| 2     | Éric Srecki          | FRA  |
| 3     | Wladimir Ptschenikin | BLR  |
| 3     | Wital Sacharau       | BLR  |

### Degen (Mannschaft)
| Platz | Land       | Sportler                                              |
| ----- | ---------- | ----------------------------------------------------- |
| 1     | Ungarn     | Attila Fekete Géza Imre Iván Kovács Krisztián Kulcsár |
| 2     | Frankreich |                                                       |
| 3     | Russland   |                                                       |

### Florett (Einzel)
| Platz | Sportler         | Land |
| ----- | ---------------- | ---- |
| 1     | Ralf Bißdorf     | GER  |
| 2     | Wolfgang Wienand | GER  |
| 3     | Michael Ludwig   | AUT  |
| 3     | Márk Marsi       | HUN  |

### Florett (Mannschaft)
| Platz | Land        | Sportler                                               |
| ----- | ----------- | ------------------------------------------------------ |
| 1     | Deutschland | Ralf Bißdorf Wolfgang Wienand Uwe Römer Pawel Warzycha |
| 2     | Polen       |                                                        |
| 3     | Österreich  |                                                        |

### Säbel (Einzel)
| Platz | Sportler               | Land |
| ----- | ---------------------- | ---- |
| 1     | Marcin Sobala          | POL  |
| 2     | Luigi Tarantino        | ITA  |
| 3     | Jean-Philippe Daurelle | FRA  |
| 3     | József Navarrete       | HUN  |

### Säbel (Mannschaft)
| Platz | Land     | Sportler                                                     |
| ----- | -------- | ------------------------------------------------------------ |
| 1     | Polen    | Norbert Jaskot Marcin Sobala Tomasz Stusinski Rafał Sznajder |
| 2     | Italien  |                                                              |
| 3     | Russland |                                                              |

## Damen

### Degen (Einzel)
| Platz | Sportler                       | Land |
| ----- | ------------------------------ | ---- |
| 1     | Elisa Uga                      | ITA  |
| 2     | Barbara Ciszewska-Andrzejewska | POL  |
| 3     | Claudia Bokel                  | GER  |
| 3     | Monika Maciejewska             | POL  |

### Degen (Mannschaft)
| Platz | Land        | Sportler                                                      |
| ----- | ----------- | ------------------------------------------------------------- |
| 1     | Deutschland | Claudia Bokel Imke Duplitzer Denise Holzkamp Kristina Ophardt |
| 2     | Ukraine     |                                                               |
| 3     | Polen       |                                                               |

### Florett (Einzel)
| Platz | Sportler          | Land |
| ----- | ----------------- | ---- |
| 1     | Valentina Vezzali | ITA  |
| 2     | Sabine Bau        | GER  |
| 3     | Reka Szabo-Lazăr  | GER  |
| 3     | Olga Welitschko   | RUS  |

### Florett (Mannschaft)
| Platz | Land        | Sportler                                                              |
| ----- | ----------- | --------------------------------------------------------------------- |
| 1     | Russland    | Olga Welitschko Swetlana Bojko Angela Tsagajewa Jekaterina Jowtschewa |
| 2     | Deutschland |                                                                       |
| 3     | Italien     |                                                                       |

## Medaillenspiegel
| Platz  | Land        | Gold | Silber | Bronze | Gesamt |
| ------ | ----------- | ---- | ------ | ------ | ------ |
| 1      | Deutschland | 3    | 3      | 1      | 7      |
| 2      | Polen       | 2    | 2      | 2      | 6      |
| 3      | Italien     | 2    | 2      | 1      | 5      |
| 4      | Frankreich  | 1    | 2      | 1      | 4      |
| 5      | Russland    | 1    | 0      | 4      | 5      |
| 6      | Ungarn      | 1    | 0      | 2      | 3      |
| 7      | Ukraine     | 0    | 1      | 0      | 1      |
| 8      | Österreich  | 0    | 0      | 2      | 2      |
| 9      | Belarus     | 0    | 0      | 1      | 1      |
| 9      | Rumänien    | 0    | 0      | 1      | 1      |
| Gesamt | Gesamt      | 10   | 10     | 15     | 35     |